# Lascoria cristata
Lascoria cristata är en fjärilsart som beskrevs av William Schaus 1916. Lascoria cristata ingår i släktet Lascoria och familjen nattflyn. Inga underarter finns listade i Catalogue of Life.